# Sdružení Svidník
Sdružení Svidník je zájmové sdružení právnických osob v okresu Pelhřimov, jeho sídlem jsou Černovice a jeho cílem je rozvoj regionu. Sdružuje celkem 7 obcí a bylo založeno v roce 2000.

## Obce sdružené v mikroregionu
- Černovice
- Věžná
- Obrataň
- Křeč
- Dobrá Voda u Pacova
- Hojovice
- Lidmaň